# 永春県
永春県（えいしゅん-けん）は中華人民共和国福建省に位置する省直轄の県であり、しばらくの間、泉州市の代理管轄下に置かれている。

## 行政区画
下部に18鎮、4郷を管轄する
- 鎮
  - 桃城鎮、五里街鎮、一都鎮、下洋鎮、蓬壷鎮、達埔鎮、吾鋒鎮、石鼓鎮、岵山鎮、東平鎮、湖洋鎮、坑仔口鎮、玉斗鎮、錦斗鎮、東関鎮、桂洋鎮、蘇坑鎮、仙夾鎮
- 郷
  - 横口郷、呈祥郷、介福郷、外山郷

## 交通

### 鉄道
- 中国国家鉄路集団
  - 興泉線（中国語版）
    - 永春駅

### 道路
- 高速道路
  -  泉南高速道路
  -  沙廈高速道路（中国語版）
  -  秀永高速道路（中国語版）
- 国道
  - G355国道（中国語版）
  - G356国道（中国語版）

## 特産品
- 永春蘆柑 - ポンカン。濃厚な味を持ち、袋も食べられる。
- 永春仏手 - ブッシュカン
- 永春老醋 - 中国四大酢の一つ
- 永春篾香
- 紙織画 - 杭州の絲織画、蘇州刺繍、四川の竹簾画とともに「中国四大家織」と称される。